# Eizo
Eizo Corporation (株式会社 ナナオ, Nanao Kabushiki-gaisha), ou EIZO, é uma fabricante de telas de computadores high-end. A empresa japonesa, foi fundada em março de 1968, mas não adotou seu nome atual em 1999, quando se chamava Nanao Corporation, posteriormente mesclando a palavra Eizo ao seu nome. Tem sua sede em Hakusan, Ishikawa.
O nome Eizo é uma referência à palavra japonesa que significa "imagem", 映像, Eizo em Rōmaji.

## Produtos
- Monitores LCD (FlexScan Series)

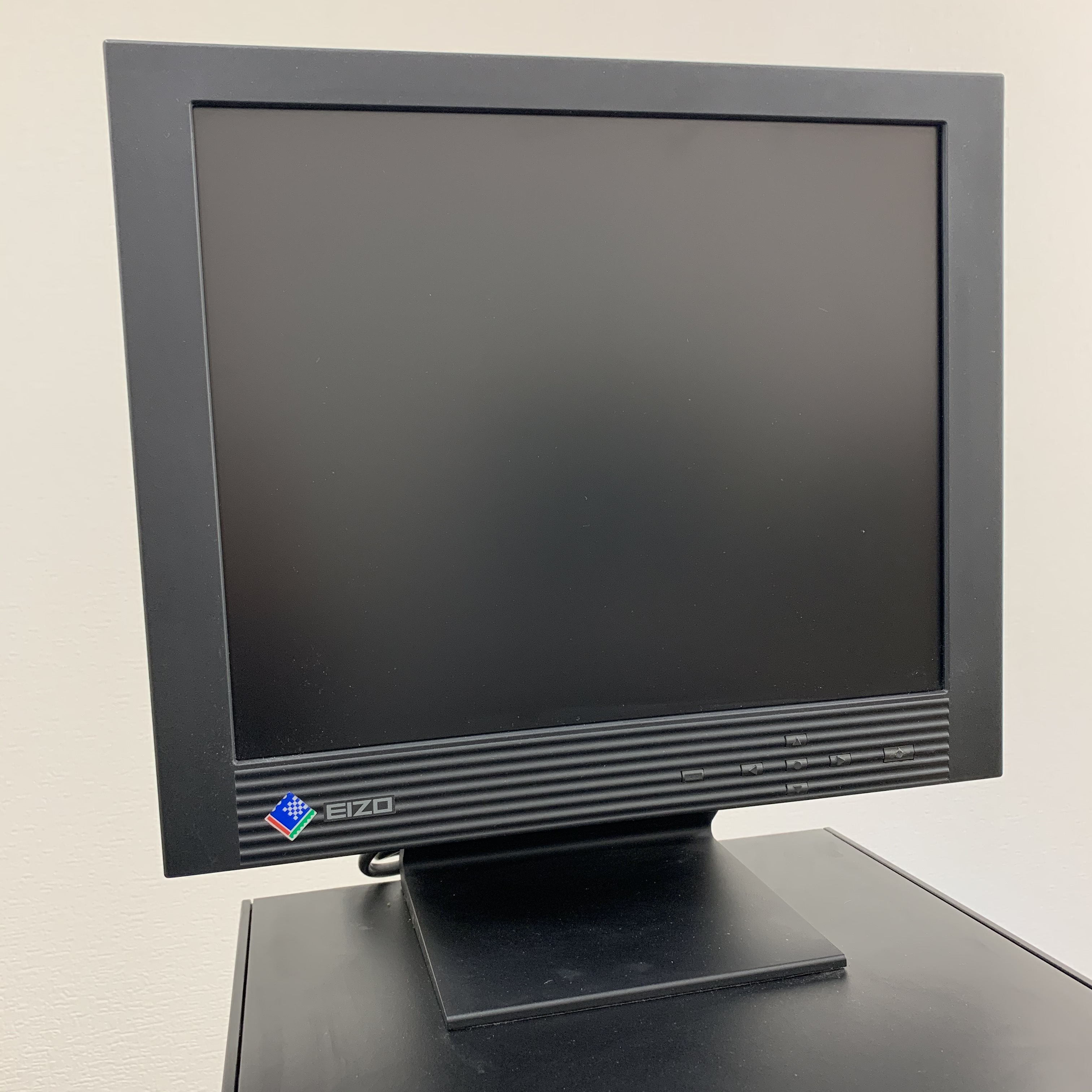
EIZO FlexScan L461 (16.0inch)

- Monitores gráficos (ColorEdge Series)
- Acessórios